# Erlend Krauser
Erlend Krauser (poreclă: Erly Krauser, n. 19 iulie 1958, Timișoara, Regiunea Timișoara, Republica Populară Română) este un muzician român de etnie germană (mai precis șvab bănățean), fost membru al formației Phoenix între 1976 și 1978 precum și în 1988. Ulterior, a mai colaborat și în cadrul formației Madhouse cu basistul Josef „Ioji” Kappl care a fost, de asemenea, membru marcant al formației Phoenix pentru mai mulți ani în mai multe perioade de-a lungul timpului. În lumea chitariștilor, Erlend Krauser este cunoscut pentru tehnica acestuia specială de tapping.

## Biografie
Erlend Krauser s-a născut într-o familie muzicală, tatăl fiind muzician profesionist, angajat al Filarmonicii Banatul și profesor la liceul de muzică. Mama obișnuia să cânte la pian. Are un frate mai mic, basistul Dietrich (Dixie) Krauser. Bunica a fost vară cu actorul Johnny Weissmüller, interpretul personajului Tarzan.
Elend Krauser a început de la vârsta de 5 ani să cânte la vioară.

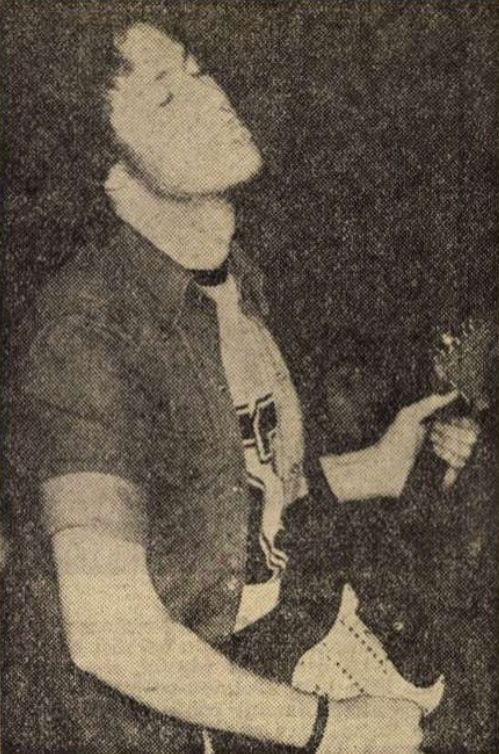
Erlend Krauser cântând la chitară electrică la sfarșitul anilor 1970.

A devenit ulterior chitaristul formației Phoenix la sfârșitul anilor 1970. 
În 1977 a părăsit România comunistă (Republica Socialistă România atunci) clandestin, împreună cu membrii formației, fiind ascuns într-una din boxele Marshall ale lui Nicolae Covaci. Liderul formației nu le-a permis să își contacteze familia înainte de plecare, pentru a nu periclita planul.
Ajunși în Germania de Vest (RFG), la început au locuit la Osnabrück, landul Saxonia Inferioară, într-o casă închiriată. 
Formația era divizată asupra direcției muzicale pe care să o urmeze și din cauza problemelor financiare, astfel că Phoenix (care în Germania de Vest s-au numit Transsylvania Phoenix, din cauză că altă formație deja folosea numele Phoenix) s-a dizolvat și Krauser a continuat să cânte cu Josef Kappl și Ovidiu Lipan într-o nouă formație cunoscută ca Madhouse.
Tot împreună cu Josef Kappl, s-a alăturat formației Lake. În 1980, a început să lucreze la Hamburg, în nordul Germaniei, unde s-a și mutat în următorul an.
A mai cântat pentru perioade mai scurte sau mai lungi cu formațiile Goombay Dance Band, Taco, Ricky Shane și Putting On The Ritz.
Din 1982 până în 1984, a cântat cu formația hamburgheză Roter Mund (i.e., Gură roșie).
În 1986, Erlend Krauser a conlucrat din nou cu Nicolae Covaci, cei doi punând în scenă opera Evita a lui Andrew Lloyd Webber la teatrul din Osnabrück. Conform paginii oficiale a formației, efortul lor a fost încununat de un succes neașteptat de mare.
În 1991, Krauser a lansat albumul Flight of the Phoenix, la casa de discuri. Pe lângă compozițiile lui Krauser, albumul conținea și două cover-uri, după Strawberry Fields Forever (The Beatles) și Riders on the Storm (The Doors). Alex Ferguson de la AllMusic a lăudat tehnica interpretativă a lui Krauser, descriindu-l a fi la confluența unor Pat Metheny, Wes Montgomery și George Benson, în ciuda producției rigide, mecanice și reci, care era dezavantajată de lipsa unei formații de studio. În afară de toboșarul Stephan „Stoppel” Eggert, acompaniamentele au fost înregistrate de Krauser, care a folosit cu precădere sintetizatoare, în încercarea de a da albumului un aer New Age.
Este membru al formației James Last Orchestra din 1992.

## Discografie solo
- Ambrosia (1984)
- Erlend Krauser (1986)
- Talkin Guitar (1990)
- Flight of the Phoenix (1991, reeditat în 1994)[5][6]
- Pioneers and Heroes (1996)
- Now (2002)
- It (2010, CD+DVD)
- Last Discoveries (2017)
- The Stand (2020, EP)
- No Limits (2021)
- Treasures (2023)